# Morten Øllegaard
Morten Øllegaard (født 6. februar 1988) er en dansk tidligere semi-professionel cykelrytter, der senest kørte for BHS-Almeborg Bornholm. Han er uddannet i ergoterapi og har studeret på Campus-Næstved.

## Eksterne kilder og henvisninger
- Morten Øllegaards profil hos UCI (engelsk)
- Morten Øllegaards profil på Cykelsiderne
- Morten Øllegaards profil på Cycling Quotient (engelsk)
- Morten Øllegaards profil på ProCyclingStats (engelsk)
- Morten Øllegaards profil på FirstCycling